# Únos (film, 2017)
Únos je slovenský dramatický film režisérky Mariany Čengel Solčanské natočený v roce 2017. Film se zabývá únosem Michala Kováče mladšího a vraždou Róberta Remiáše.